# Hôtel de Pontbriand
L’hôtel de Pontbriand est un hôtel particulier situé à Dinan, dans le département des Côtes-d'Armor.

## Histoire
Construit pour Joseph-Victor du Breil de Pontbriand (1724-1784) en 1774 comme l'indique une pierre sculptée sur la façade-est portant la devise "Spes Mea Deus". Ce fut la dernière maison à piliers construite à Dinan avant l'interdiction de 1776.
Ce bâtiment, situé au 6, rue de la Lainerie, fait l’objet d’une inscription au titre des monuments historiques depuis le 4 décembre 1961.

## Galerie

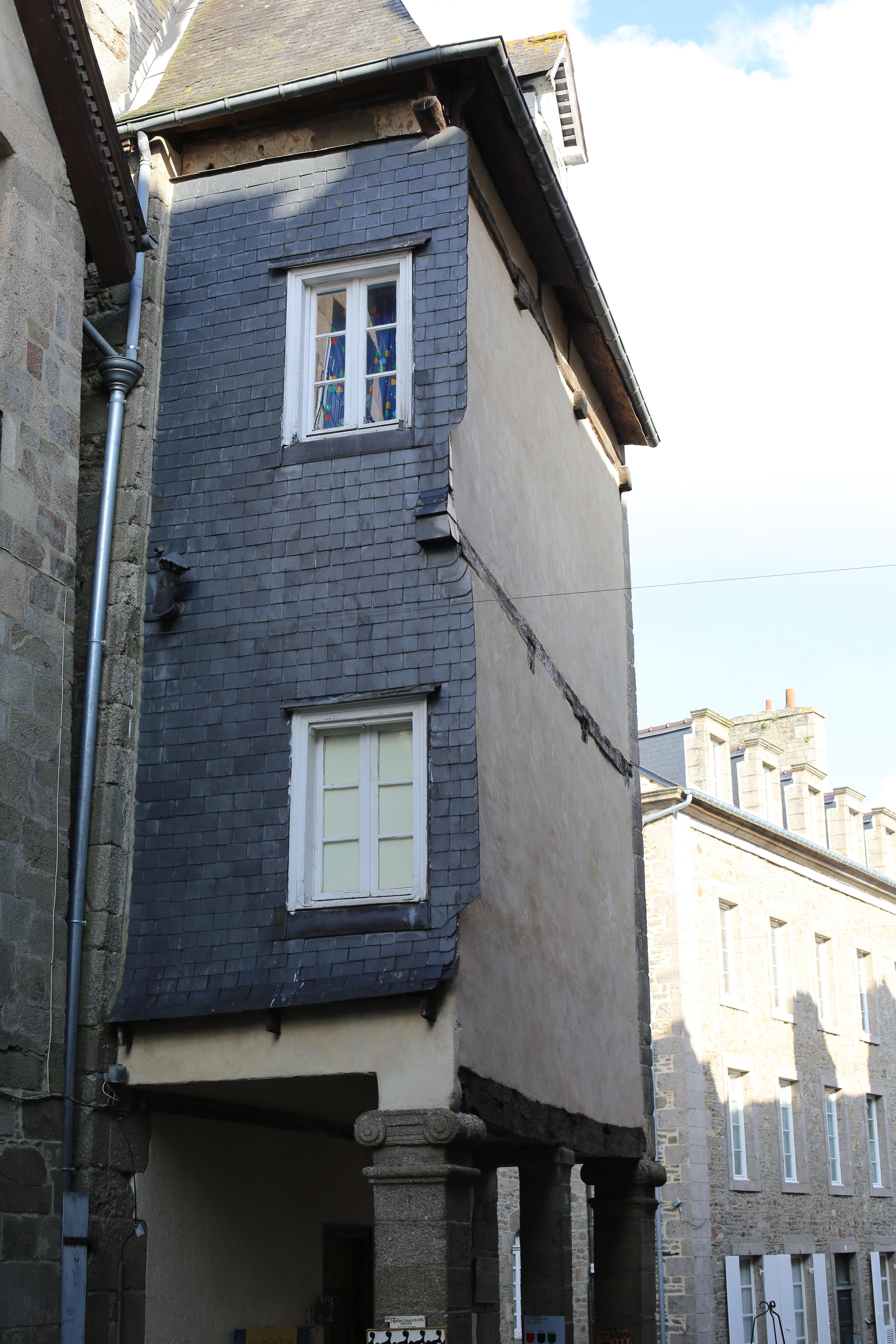
L'hôtel, vu de la rue de la Lainerie.
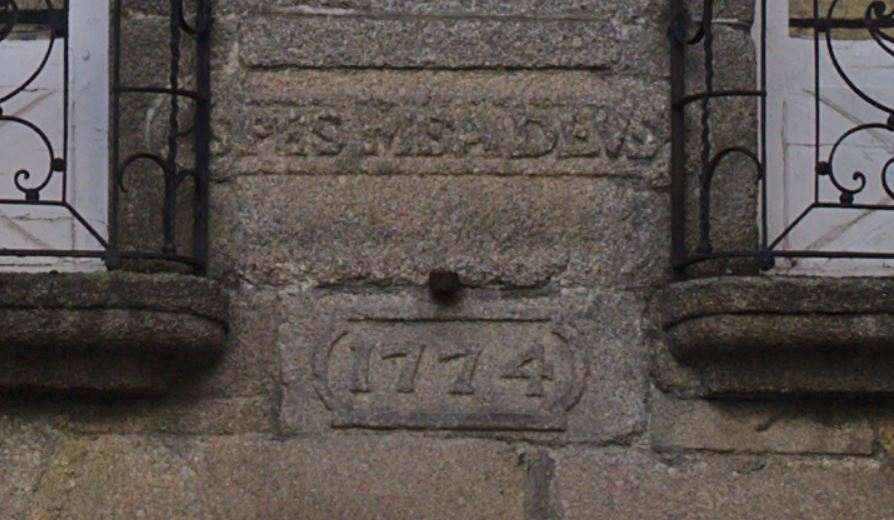
Détail de la façade-Est de l’Hôtel Pontbriand portant la date 1774 et la devise "Spes Mea Deus" (Dieu est mon espoir)